# Giuseppe Morando (architetto)
Giuseppe Morando (Asti, 17 giugno 1822 – Firenze, 12 gennaio 1883) è stato un architetto italiano.
Si distinse per la progettazione di opere di fortificazione, caserme e campi trincerati, costruiti nel periodo immediatamente successivo all'Unità d'Italia, nel quadro nelle urgenti necessità difensive del giovane regno.

## Biografia
Giuseppe Morando nacque ad Asti nel 1822, studiò a Torino e si laureò a Genova in architettura nel 1845. Arruolatosi nell'esercito nel Corpo Reale del Genio militare con il grado di sottotenente, partecipò alla Guerra di Crimea. Promosso capitano, nel 1860 svolse la sua opera durante l'assedio di San Leo e nel 1861 in quello di Civitella del Tronto, dando così il suo contributo alle lotte per l'unità italiana.
Quando, in seguito alla battaglia di Castelfidardo fu possibile proclamare il Regno d'Italia, si rese necessario fortificare Ancona, che era stata dichiarata piazzaforte di prima classe, in quanto unico porto adriatico allora in grado di ospitare la flotta militare italiana (Venezia era ancora austriaca) e unico punto di unione tra nord e sud d'Italia (Roma era ancora capitale dello Stato della Chiesa). Giuseppe Morando ebbe l'incarico di rendere imprendibile Ancona e si dedicò con tutta la sua costanza e professionalità a svolgere il compito assegnatogli. Progettò così tre linee di difesa terrestri, con numerosi forti da costruire ex novo, come anche una nuova cinta muraria; inoltre progettò una serie di batterie dirette verso il mare per poter contare su una valida difesa anche in quel settore. All'interno del perimetro urbano progettò tre grandi caserme. 
Seguì con scrupolo la realizzazione delle opere, curandone con attenzione l'aspetto estetico anche attraverso una scelta dei materiali molto accurata. La città di Ancona porta ancora l'impronta dell'opera di Morando nei suoi colli fortificati e nelle sue mura ottocentesche. In particolare, per i buoni esiti formali, si ricordano la grande Polveriera Castelfidardo, la Caserma Villarey e il Forte Altavilla. 
A Venezia progettò una nuova darsena dell'Arsenale, opera assai importante per la città in quanto da poco riunita all'Italia stava trasformandosi nella più importante base navale italiana dell'Adriatico e aveva bisogno di strutture aggiornate. Fu coraggiosa l'opera di Morando che, scartando il progetto del suo predecessore, si assunse tutte le responsabilità di un'opera di difficile realizzazione, riuscendo peraltro benissimo nel suo intento. Fu successivamente direttore del Genio a Palermo, Bari e Torino. 
Si mise a riposo nel 1874. La sua tomba si trova nel cimitero monumentale di Torino, assieme a quella della moglie Giuseppina Battaglia.